# サアーダト・アリー・ハーン
サアーダト・アリー・ハーン（ヒンディー語：सआदत अली खान, ウルドゥー語：سعادت علی خان, Sa’adat Ali khan, 1680年頃 - 1739年3月19日）は、北インドのアワド太守（在位：1722年 - 1739年）。サアーダト・アリー・ハーン1世、ブルハーヌル・ムルク（Burhan ul-Mulk）としても知られている。また、単にサアーダト・ハーンとも呼ばれる。
強固な意志を持ち、大胆かつ活力に満ち溢れていたばかりか、知的な人物でもあり、北インドのアワドに独立国家を樹立した。

## 生涯

### インドへの移住と地位の上昇

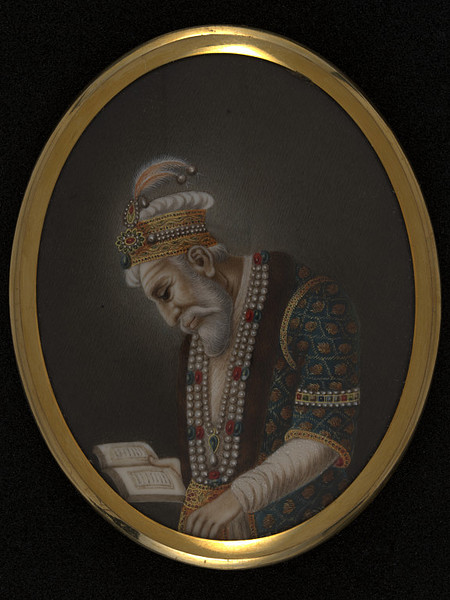
アウラングゼーブ

1680年頃、サアーダト・アリー・ハーンはイランのホラーサーン地方、ニーシャープールに生まれた。父はシーア派の商人であったが、母はサファヴィー朝のアッバース2世に仕えたキジルバシュの宰相の娘であった。
1707年3月、ムガル帝国の皇帝アウラングゼーブの死後、バハードゥル・シャー1世が帝位を継承したが、帝国では反乱が相次ぎ、その広大な領土は徐々に解体されていった。
1709年、サアーダト・アリー・ハーンはこうした情勢の中、イランからインドへと移住し、ムガル帝国のイラン系貴族となった。皇帝バハードゥル・シャー1世のもとでは彼は陣営監督であった。
サアーダト・アリー・ハーンは帝国の皇帝ムハンマド・シャーの信任厚く、1720年11月20日には「ブルハーヌル・ムルク」（Burhan ul-Mulk）の称号を与えられたばかりではなく、1721年1月21日には皇帝警護長官に任命された。
また、1720年10月15日から1722年9月1日にかけては、アーグラの太守、ファッルハーバードなどの城塞司令官（ファウジュダール）であった。

### 太守位就任と独立
同1722年9月9日、サアーダト・アリー・ハーンは皇帝の命により、アワド太守とゴーラクプルの城塞司令官に任命された。
サアーダト・アリー・ハーンの任地たるアワドはバフラーイチ、ファイザーバード、ハリーラーバード、ゴーラクプル、ラクナウの5県からなり、ファイザーバード、アラーハーバード、コラー、ラクナウ、カナウジなどの都市含んだ、ムガル帝国の繁栄を支えてきた重要な州だった。
1723年、サアーダト・アリー・ハーンは新たな検地を行った。彼は公正な地租を回収し、大ザミーンダールから農民を保護することによって、その生活状況を改善しようとした。
1724年、帝国の宰相カマルッディーン・ハーンがデカンのハイダラーバード州で独立し、ニザーム王国を打ち立てて帝国に見切りをつけて独立したのを見て、サアーダト・アリー・ハーンもまた同様に独立した。

### 支配基盤の確立

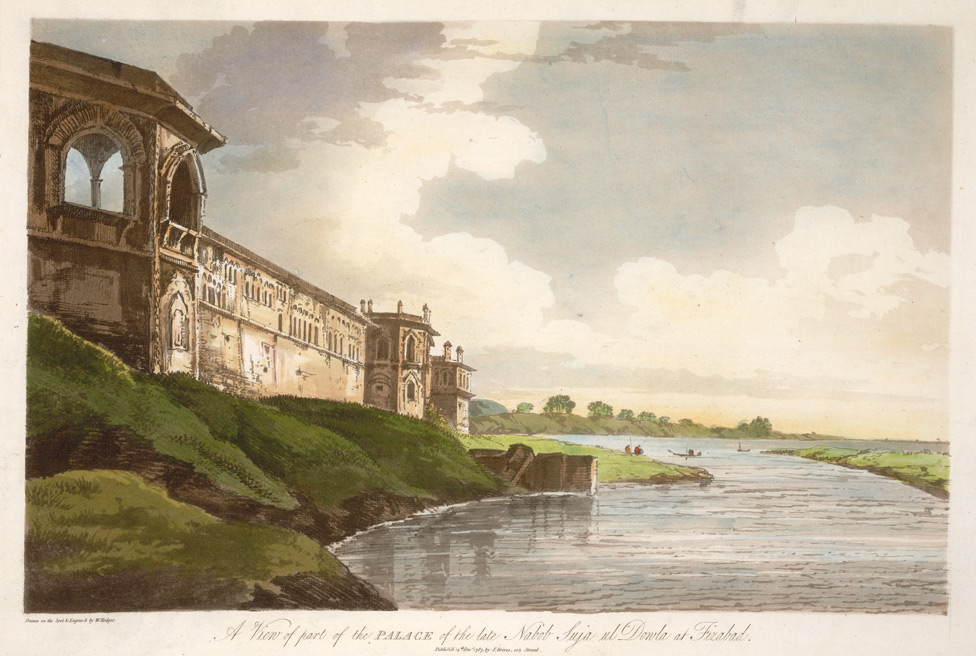
ファイザーバードの城

とはいえ、サアーダト・アリー・ハーンが太守位に就任した際、アワドの各地で帝国の権威に反発するザミーンダールが台頭しつつあった。彼らは地租の納入を拒んだばかりか、私兵を擁して砦を築いており、事実上無法状態にあった。
そのため、サアーダト・アリー・ハーンはアワドの統一を進め、1728年にはジャウンプル、ヴァーラーナシー、ガーズィープル、チュナールを、これらの地のジャーギールダールであったムルタザー・ハーンから奪った。
このように、サアーダト・アリー・ハーンは反抗的なザミーンダールと何年にもわたる戦いを行い、大ザミーンダールらに制裁を加えることに成功した。これらの戦いにより、自身の統治領域における財政的な基礎を底上げすることが出来た。
打ち負かされたザミーンダールの多くは恭順の意を示し、定期的な地租を納めることを認めたならば、領地を保証されその地位を認められた。また、彼は時に懐柔策を取ることもあり、多くの領主やザミーンダールを臣従させた。

### アワドにおける統治

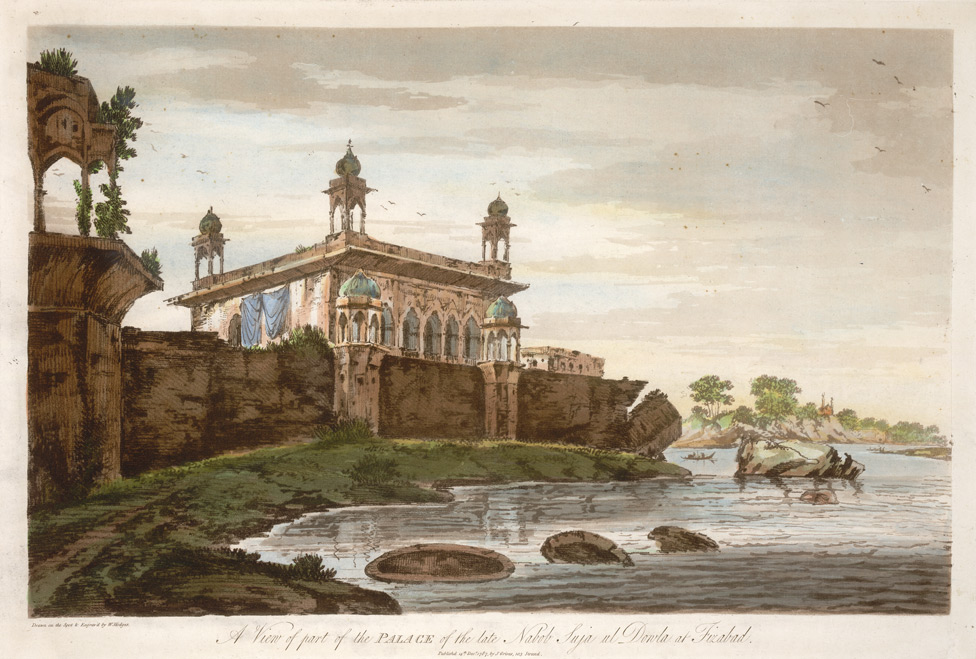
ファイザーバードの宮殿

サアーダト・アリー・ハーンは効率的な行政を図り、ムガル帝国のジャギールダーリー制を領土に導入した。
宗教的にはベンガル太守と同様、ヒンドゥー教徒とイスラーム教徒を分け隔てなく平等に扱った。高位の官僚や軍司令官の多くはヒンドゥー教徒であった。
ただ、反抗的な貴族、豪族、ザミーンダールに関しては宗教の如何を問わず、容赦のない態度をとった。
また、アワドの軍隊は兵士に十分な給与と武器が支給されており、訓練もしっかりなされていたことで知られている。

### 帝国への忠誠と死

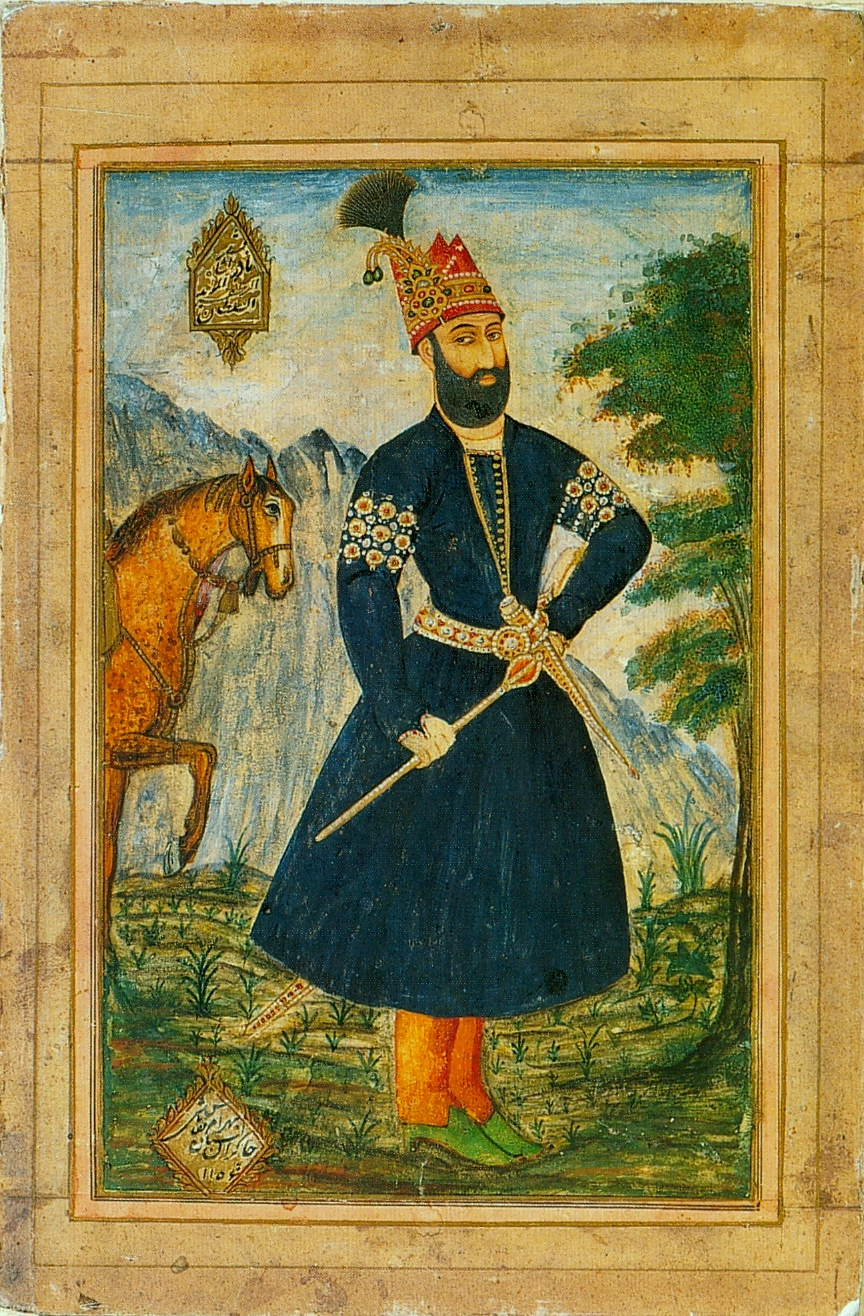
ナーディル・シャー

だが、サアーダト・アリー・ハーンは帝国を必ずしも見捨ててはおらず、1737年3月にデリーがマラーターにより危機にさらされた際は援軍を出し、その援軍はボーパールの地で戦った（ボーパールの戦い）。
1739年2月13日、サアーダト・アリー・ハーンはナーディル・シャーの侵攻に際して、カルナールの戦いで自ら兵を率いたが敗北した。帝国軍が講和したのち、3月6日に彼はナーディル・シャーから帝国の摂政（ヴァキール・イ・ムトラク）の地位に任命された。
その後、3月11日にデリーでが虐殺が行われた際、サアーダト・アリー・ハーンは捕えられ、ダーラー・シコーの屋敷であった場所に監禁され、3月19日にそのままで死亡した。
とはいえ、その死までにアワドは帝国からは実質的に独立した地域となり、その地位と領土は世襲的なものとなっており、太守位は甥のサフダル・ジャングによって世襲された。